# Steimbke
Steimbke er en kommune med knap 2.600 indbyggere (2012) beliggende ca. 10 km øst for Nienburg i Landkreis Nienburg/Weser i den tyske delstat Niedersachsen.

## Geografi
Steimbke er admnistrationsby i Samtgemeinde Steimbke og ligger omkring 40 km nord for Hannover og 125 km syd for Tysklands næststørste by Hamburg. Kommunen ligger i et mose og hedelandskab, hvor "Steinbeeke" (højtysk: "Steinbach"), som byen siges at have navn efter.
I kommunen ligger landsbyerne Steimbke, Wendenborstel, Glashof, Eckelshof, Lichtenhorst og Sonnenborstel.
Steimbke grænser til kommunerne Heemsen, Rethem/Aller, Stöckse og Rodewald og byerne Neustadt am Rübenberge og Nienburg/Weser.
I den nordlige del af kommunen ligger en del af Lichtenmoor, et 10x10 km stort højmoseområde hvoraf omkring 240 hektar er fredet (naturschutzgebiet) og udpeget som habitatområde.